# Каун, Эльфрида
Эльфрида Каун — немецкая легкоатлетка, которая специализировалась в прыжках с шестом. На Олимпиаде 1936 года выиграла бронзовую медаль с результатом 1,60 м. Чемпионка Германии в 1935, 1936 и 1937 годах, а также серебряная призёрка в 1934 и 1939 годах.
Личный рекорд — 1,63 м.

## Биография
Была младшим из четырёх детей в семье. Её дед по отцовской линии был родом из Восточной Пруссии, а отец был крановщиком на Кильском канале. В 1921 году она вместе с семьёй переехала в Киль. В этом же году пошла в начальную школу. В 1933 году по предложению друга она вступила в спортивный клуб Kieler Turnverein. Первоначально она специализировалась в беге на длинные дистанции, но затем по совету тренера Ханнеса Фюрста начала тренироваться в прыжках в высоту. Уже в 1934 году она стала чемпионкой Северной Германии и заняла 5-е место на Всемирных женских играх в Лондоне. В 1935 году установила рекорд Германии — 1,60 м.